# Matronae Anesiaminehae
Die Matronae Anesiaminehae sind Matronen, die durch eine Weihinschrift aus Zülpich belegt sind.
Der Stein ist ein Spolie und wurde im Sommer 1856 bei der Neupflasterung des Zülpicher Marktplatz an dessen Nordseite gefunden. Er war grob zugehauen und diente als ein Seitenstück eines fränkischen Grabes in einem Gräberfeld. Die damaligen Untersuchungen stellten die Gräber zu einer Siedlungsschicht, die über den Trümmern der alten römischen Stadtanlage des antiken Tolbiacum lag. Der stark verwitterte Stein zeigt eine Ädikula mit der üblichen Darstellung der Matronendreiheit, über der das Gesims behauen wurde beziehungsweise abgebrochen ist mit Spuren von einer Volute an der rechten Seite. Das unterhalb der Matronenfiguren angebrachte Schriftfeld ist stark verwittert und beschädigt. An den Seiten wird das Füllhorn-Motiv gezeigt mit einem Bukett bestehend aus Ähren, Früchten, Pinienzapfen und Blattschmuck, die dem Horn entwachsen und hinab zum Sockel hängen.
Matronis
Anesamin[e]his
[3]mina
Aniaca l(ibens) m(erito)
Der Beiname der Matronae ist wahrscheinlich keltischer Herkunft und gehört zum antiken Flussnamen Anesus, Anasus, wie vergleichbar mit dem Namen der Enns. Keltisch ana- = Sumpf ist eine Ableitung von der Verbalwurzel *ana- (altirisch -ana für bleibt, wartet, hört auf) und findet sich als Element in einigen weiteren Flussnamen. Die Matronen hatten möglicherweise eine standortbezogene Funktion zum Schutz und Segen für feuchte Wiesen und Weidegründe.